# Nodozana
Nodozana is een geslacht van vlinders van de familie spinneruilen (Erebidae), uit de onderfamilie Arctiinae.

## Soorten
- N. albula Dyar, 1914
- N. bellicula Schaus, 1905
- N. bifasciata Rothschild, 1913
- N. boliviana Rothschild, 1913
- N. boudinoti Gibeaux, 1983
- N. catocaloides Gibeaux, 1983
- N. cocciniceps Dognin, 1912
- N. coresa Schaus, 1896
- N. ensdoxantha Jones, 1900
- N. fifi Dognin, 1891
- N. fifina Dognin, 1913
- N. heieroglyphica Rothschild, 1913
- N. jucunda Jones, 1914
- N. picturata Schaus, 1911
- N. pyrophora Hampson, 1911
- N. rhodosticta Butler, 1878
- N. roseofuliginosa Rothschild, 1913
- N. subandroconiata Rothschild, 1916
- N. thricophora Druce, 1885
- N. toulgoeti Gibeaux, 1983
- N. xanthomela Druce, 1899